# اکتور ارناندس (بازیکن فوتبال، زاده ۱۹۳۵)
اکتور ارناندس (اسپانیایی: Héctor Hernández‎; ۶ دسامبر ۱۹۳۵ – ۱۵ ژوئن ۱۹۸۴) بازیکن فوتبال اهل مکزیک بود.
از باشگاه‌هایی که در آن بازی کرده‌است می‌توان به باشگاه فوتبال گوادالاخارا اشاره کرد.
وی همچنین در تیم ملی فوتبال مکزیک بازی کرده‌است.